# Wolfgang Barth-Völkel
Wolfgang Barth-Völkel (* 11. November 1954 in Hannover) ist ein Hamburger Politiker (Partei Rechtsstaatlicher Offensive).

## Leben und Politik
Barth-Völkel ist verheiratet und hat vier Kinder (Benjamin, Julia, Moritz und Felix). Die Schule verließ er 1971. Von 1971 bis 1974 absolvierte er eine Ausbildung zum Maschinenschlosser. Soldat auf Zeit (SaZ 4) war er von 1975 bis 1978. Ab 1979 war er als selbstständiger Kaufmann tätig. Seit 1996 ist er als Redakteur, Journalist und Marketingleiter tätig.
Barth-Völkel war Bundes- und Landesgeschäftsführer sowie Mitglied im Landesvorstand seiner Partei. Er war von Oktober 2001 bis März 2004 Mitglied der Bürgerschaft der Freien und Hansestadt Hamburg. Als Landtagsabgeordneter war er Mitglied des Kultur-, des Europa- und des Gesundheitsausschusses, als dessen Vorsitzender er fungierte.

Während seiner Mandatszeit setzte sich Barth-Völkel für eine kostenlose Brustkrebsvorsorge und für eine Legalisierung von Cannabisprodukten als Heilmittel ein. Er initiierte eine Aufklärungskampagne gegen den so genannten Plötzlichen Kindstod, initiierte den Kultur-Ponton auf der Kleinen Alster und die Öffnung von Autowaschanlagen auch sonntags. In die Kritik geriet er im Juli 2002, nachdem er Eingangskontrollen für Zuwanderer auf ansteckende Krankheiten forderte.

Im September 2002 rettete er nach einem Verkehrsunfall einem schwer verletzten Autofahrer das Leben.

Im April 2007 sorgte er wiederum für Schlagzeilen, als die Polizei im Rahmen einer Öffentlichkeitsfahndung wegen Suizidgefahr nach ihm suchte.